# فنی می

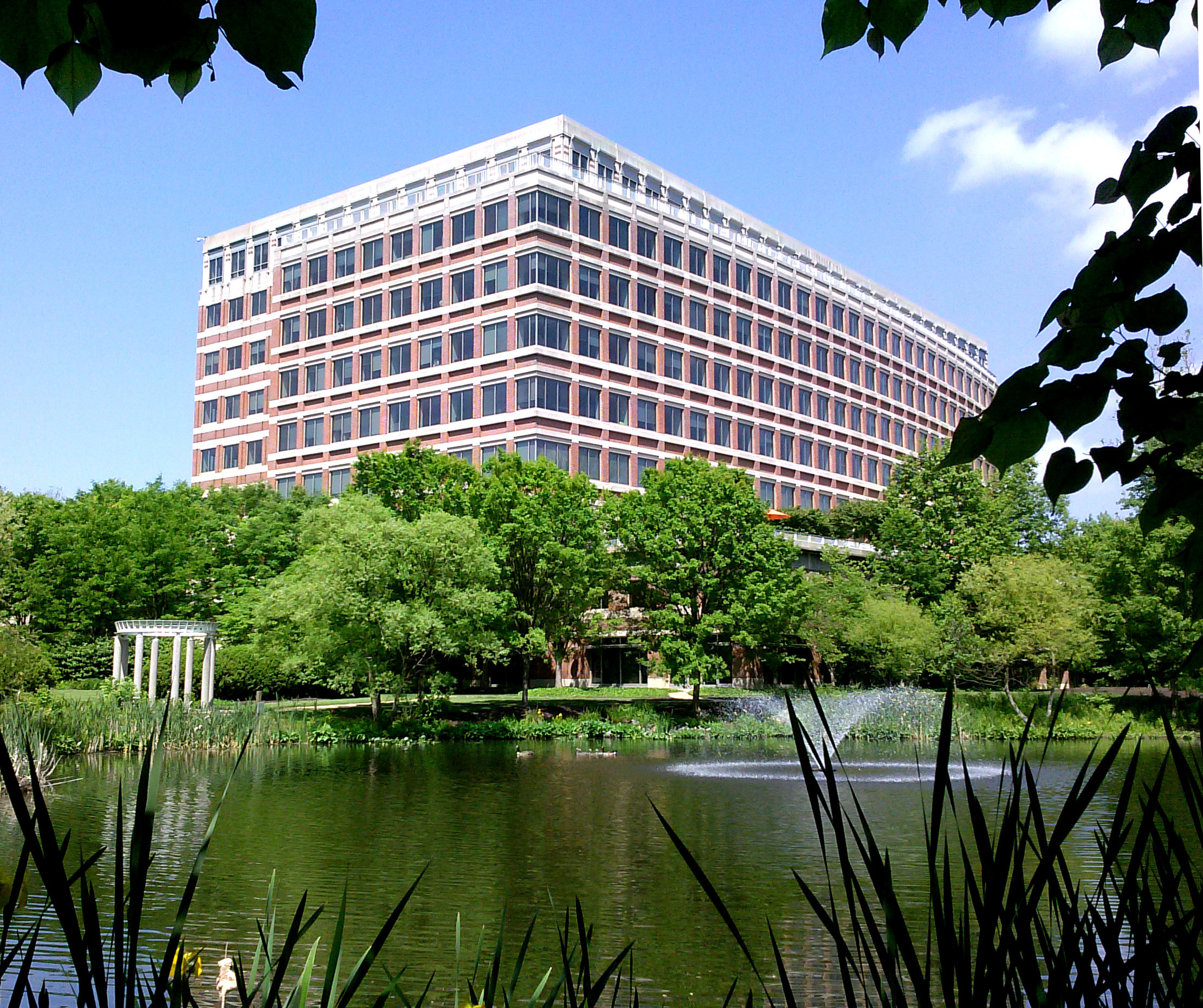
دفتر اداری شرکت فنی‌می در رستون، ویرجینیا

فَنی مِی (به انگلیسی: Fannie Mae) یا انجمن ملی فدرال وام که اغلب به‌عنوان فنی شناخته می‌شود، در سال ۱۹۳۸ در خلال رکود بزرگ در ایالات متحده آمریکا و به‌عنوان بخشی از برنامه اقتصادی نیو دیل تأسیس شد. 
این شرکت یکی از سازمان‌های تحت حمایت دولت فدرال ایالات متحده آمریکا می‌باشد، هر چند فنی می از سال ۱۹۶۸ به بعد، به عنوان یک شرکت سهامی عام محسوب می‌شود.
شرکت فنی می در سال مالی ۲۰۱۳ درآمدی بالغ بر ۱۲۲ میلیارد دلار داشته‌است، که سودی معادل ۸۳ میلیارد دلار را نصیب این موسسه کرده‌است. فنی می در سال ۲۰۱۳ سودآورترین شرکت جهان شناخته شد.